# Claudine Thévenet
Claudine Thévenet, R.J.M., řeholním jménem Marie od svatého Ignáce (30. března 1774, Lyon – 3. února 1837, tamtéž) byla francouzská římskokatolická řeholnice, zakladatelka a členka kongregace Řeholnic Ježíše a Marie. Katolická církev ji uctívá jako světici.

## Život

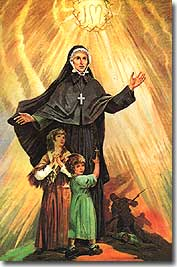
Obraz

Narodila se dne 30. března 1774 v Lyonu jako druhé ze sedmi dětí. Během dospívání studovala v klášteře Saint-Pierre-les-Nonnains. Když jí bylo pouhých patnáct let, vypukla velká francouzská revoluce, při které docházelo v jejím rodném městě k masakrům a dne 5. ledna 1794 byli na veřejnosti popraveni gilotinou její dva bratři. Před popravou odpustili svým vrahům a totéž chtěli i po ní, kdy jejich poslední slova byla: „Odpusť jim, jako my odpouštíme“.
Nedlouho poté začala pracovat s ženami ve svém městě a brzy se dostala do kontaktu s knězem André Coindrem, který byl vikářem při kostele Saint-Bruno des Chartreux. V roce 1816 zřídil spolu s ní v prostorách bývalého kartuziánského kláštera charitativní ústav, který poskytoval přístřeší, stravu, náboženskou i světskou výuku sirotkům a dětem z velmi chudých rodin. Byla poté pověřena vedením ústavu.
Spolu s Coindrem vytvořila malou skupinu, sdružující ženy, s cílem pracovat na výchově a vzdělávání dívek. V roce 1817 s ním založila sdružení „Prozřetelnost Nejsvětějšího Srdce“, které se rychle rozrůstalo. Dne 6. října 1818 se ze sdružení stala jí založená ženská řeholní kongregace Řeholnic Ježíše a Marie, do které poté sama vstoupila, zvolila si řeholní jméno Marie od svatého Ignáce a stala se její generální představenou. V roce 1820 se její řeholní komunita přestěhovala do lyonské čtvrti Fourvière.
Roku 1835 se její zdravotní stav začal zhoršovat. Zemřela dne 3. února 1837 v Lyonu.

## Úcta
Její beatifikační proces započal dne 23. srpna 1973, čímž obdržela titul služebnice Boží. Dne 6. února 1978 ji papež sv. Pavel VI. podepsáním dekretu o jejích hrdinských ctnostech prohlásil za ctihodnou.
Blahořečena pak byla dne 4. října 1981 na Svatopetrském náměstí papežem sv. Janem Pavlem II. Dne 11. července 1992 byl uznán zázrak na její přímluvu, potřebný pro její svatořečení. Svatořečena pak byla dne 21. března 1993 v bazilice sv. Petra papežem sv. Janem Pavlem II.
Její památka je připomínána 3. února. Bývá zobrazována v řeholním oděvu. Je patronkou jí založené kongregace.